# Blastobasoides
Hypatopa là một chi bướm đêm thuộc họ Blastobasidae.